# Thomas Enhco
 (décembre 2018).
Si vous disposez d'ouvrages ou d'articles de référence ou si vous connaissez des sites web de qualité traitant du thème abordé ici, merci de compléter l'article en donnant les références utiles à sa vérifiabilité et en les liant à la section « Notes et références ».
Thomas Enhco, né le 29 septembre 1988 à Paris, est un pianiste, violoniste et compositeur de jazz et de musique classique français.

## Biographie

### Jeunesse et formation
Thomas Enhco est issu d’une famille d’artistes renommés : il est notamment le fils de la soprano Caroline Casadesus, le frère du trompettiste David Enhco, le petit-fils du chef d’orchestre Jean-Claude Casadesus et l'arrière-petit-fils de la sociétaire de la comédie française Gisèle Casadesus. Son père, éditeur, est un bon pianiste amateur,.
Il fait ses premiers pas en musique dès l’âge de trois ans par l’apprentissage du violon avec la méthode Suzuki puis par celui du piano, à six ans. Il suit une double formation, classique et jazz, qu’il poursuivra durant toutes ses études. À l'âge de six ans, il donne quelques concerts au sein d’un groupe d’enfants qu'il a créé, le « Little Jazz Band », dans des fêtes de village de Seine-et-Marne.
En 1998, son beau-père Didier Lockwood l’invite à jouer au festival Jazz à Juan au cours duquel il se produit avec Martial Solal. Le violoniste le convie ensuite régulièrement à ses propres concerts pour jouer quelques morceaux (Salle Pleyel, Théâtre des Champs-Élysées, Jazz à Vienne, Jazz in Marciac, etc.)
À douze ans, Thomas Enhco entre au Centre des musiques Didier Lockwood (CMDL) où, durant trois années, il est formé par des musiciens de jazz français et internationaux, et joue aux côtés de Mike Stern, Biréli Lagrène, André Ceccarelli ou encore Niels-Henning Ørsted Pedersen. À treize ans, il est remarqué par le batteur américain Peter Erskine qui lui propose de l’accompagner dans la création de son premier album, Esquisse (2006, label Ames). L'année suivante, il rencontre Gisèle Magnan, qui sera sa professeure de piano, et qu'Enhco continue de voir aujourd'hui.
En 2005, il est admis au Conservatoire national supérieur de musique et de danse de Paris en jazz et musiques improvisées où il fréquente notamment les classes de Riccardo Del Fra, Hervé Sellin, Dré Pallemaerts, Glenn Ferris et François Théberge. Il en est renvoyé deux ans plus tard pour être parti en tournée en Chine avec Didier Lockwood et avoir manqué un examen.
De 2006 à 2009, il est lauréat du Fonds d'Action Sacem, aux côtés d'Émile Parisien et Ibrahim Maalouf.

### Carrière

#### Pianiste de jazz
À quatorze ans, il forme son premier groupe, Thomas Enhco & Co, un trio dans lequel il joue du piano et du violon, avec Zacharie Abraham à la contrebasse et Nicolas Charlier à la batterie. Suivront Joachim Govin, Chris Jennings et Jérémy Bruyère à la contrebasse.

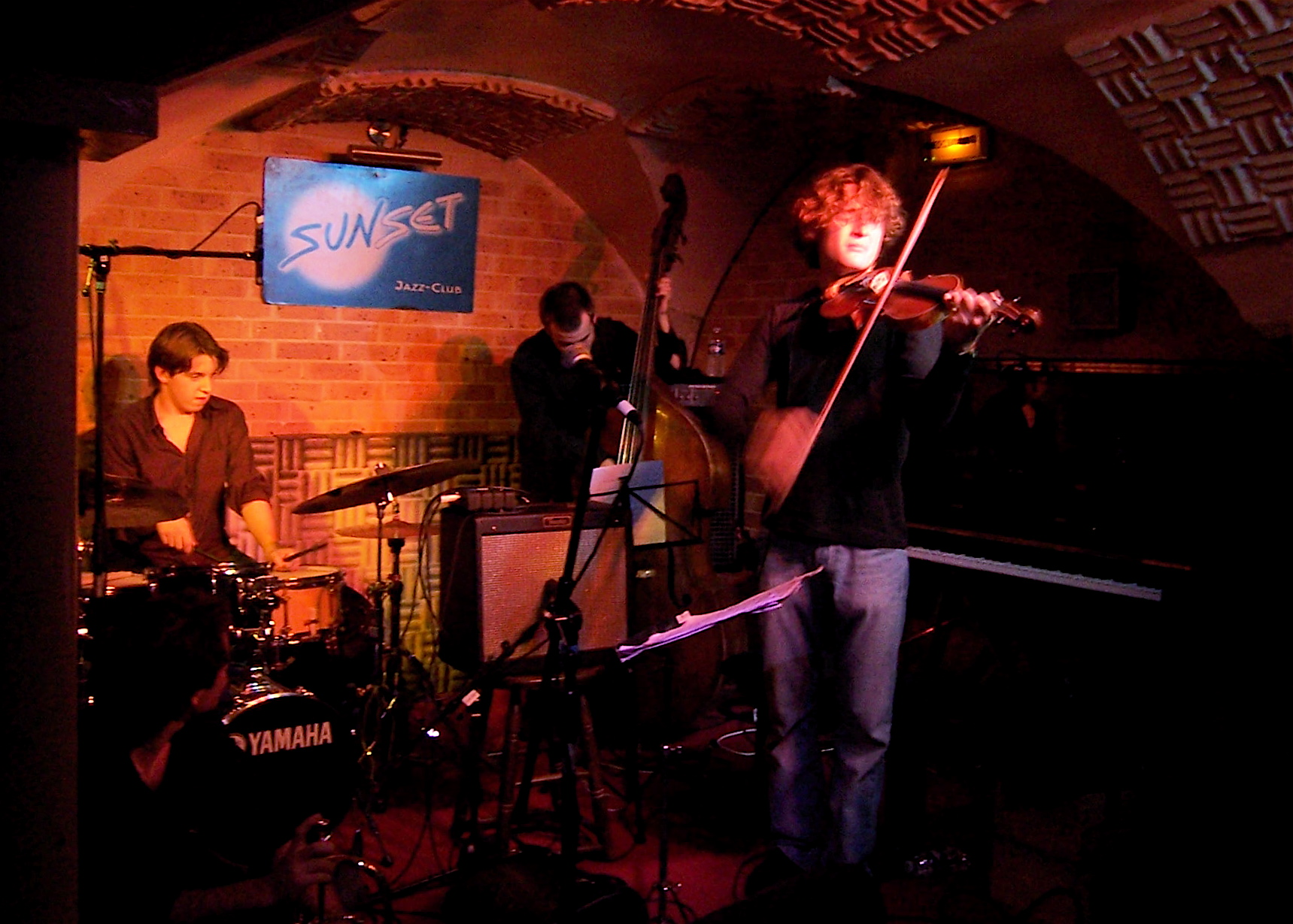
Au Jazz club the Sunset-Sunside de Paris en 2008

Lors d’une tournée au Japon en 2008, il est repéré par Itoh « 88 » Yasohachi, l’un des plus grands producteurs de jazz japonais, qui réalise son deuxième album, Someday My Prince Will Come (sorti en 2009 au Japon), et chaque année une tournée de Thomas au Japon, en solo, duo et trio.
En 2008, il cocrée avec Didier Lockwood, Caroline Casadesus et David Enhco le spectacle Le Jazz et la Diva Opus II, mis en scène par Alain Sachs, qui sera joué pendant deux ans (plus de 200 représentations) au Théâtre de la Gaîté-Montparnasse et en tournée dans toute la France.
En 2010, il participe à la création du spectacle Les Diables Verts avec Marie-Claude Pietragalla et Julien Derouault.
En 2010, Thomas Enhco remporte le 3ème prix du Concours de piano jazz Martial Solal et le Django d’Or 2010 « Nouveau Talent ».
En 2012, il s'installe à New York où il enregistre avec Jack DeJohnette et John Patitucci, et produit pour Label Bleu en France un nouvel album avec son trio, Fireflies, qui obtient de multiples récompenses..
En 2013, il est élu « Révélation Jazz de l’Année » aux Victoires de la Musique, est choisi par la Fondation BNP Paribas et joue pour la première fois au Festival International de Piano de la Roque d’Anthéron et au Festival Piano aux Jacobins.
En 2014, il signe chez Universal Music et enregistre son premier album en piano solo, intitulé Feathers, qui sort en 2015 chez Verve Records. Salué par la critique, l'album est écrit à la suite d'une rupture amoureuse, alors qu'il vit entre Paris et New York. L'album est enregistré juste après que le pianiste se soit remis d'une pneumonie ; la fatigue résiduelle le pousse à aller à l'essentiel dans son jeu,,. Il est nommé aux Victoires du jazz 2015 dans la catégorie « Album de l’Année ». 
A Modern Songbook, un disque en duo avec le contrebassiste Stéphane Kerecki, sort en 2023. On y trouve des chansons d'horizon divers (Aretha Franklin, Nick Drake, Sting, London Grammar…) et quelques mélodies classiques (Schumann, Fauré),,.

#### Pianiste classique
En 2015, il donne un concert au Théâtre du Châtelet pour mêler ses deux univers, jazz et classique, en solo et en invitant Henri Demarquette au violoncelle et Kurt Rosenwinkel à la guitare. La même année, il enregistre pour Deutsche Grammophon avec la percussionniste classique bulgare Vassilena Serafimova, dans un duo piano et marimba entre classique et jazz. L'album, intitulé Funambules, sort en avril 2016. Le duo (créé à l'initiative des Concerts de Poche) fait le tour du monde et remporte le 2e Grand Prix au Osaka International Chamber Music Competition 2017 (Japon),.
En 2017, il fait ses débuts en concerto dans le Concerto en Fa et la Rhapsody in Blue de Gershwin, le Concerto n°24 de Mozart (K.491), le Concerto en Sol de Ravel, Eros Piano de John Adams, le Concerto pour Quatre Claviers de Bach (BWV 1065), le Triple Concerto de Beethoven et dans son propre Concerto pour Piano et Orchestre, avec l’Orchestre de l'Opéra National de Lorraine, l’Orchestre de Pau Pays de Béarn, l’Orchestre Régional Avignon Provence, l'Ensemble Appassionato, le Geneva Camerata, l'Orchestre de Cannes, le Kyoto Symphony Orchestra, l'Orchestre National de France et l'Orchestre National de Bordeaux Aquitaine, sous la direction des chefs Julien Masmondet, Pierre Dumoussaud, Samuel Jean, Mathieu Herzog, Jean-Claude Casadesus, David Greilsammer, Junichi Hirokami, Benjamin Lévy, James Gaffigan et Fayçal Karoui. Il est également invité comme soliste par le Chœur de Radio France (dir. Sofi Jeannin) et le Chœur Spirito (dir. Nicole Corti) dans des programmes autour de Brahms et de ses propres compositions.
En 2018, il interprète son Concerto pour Piano et Orchestre ainsi que le Concerto en Sol de Ravel à la Philharmonie de Paris avec l'Orchestre de Cannes dirigé par Benjamin Lévy.
En 2019, à l'occasion de ses trente ans, paraît son album Thirty sur lequel figurent cinq pièces écrites pour piano solo, son Concerto pour Piano ainsi que deux improvisations, sur un thème d'Orphée et Eurydice de Gluck et sur La Javanaise de Serge Gainsbourg,.
Un deuxième album en duo avec Vassilena Serafimova, intitulé Bach Mirror, sort en 2021. Il est consacré au répertoire de Jean-Sébastien Bach,,.

#### Compositeur
En 2011, il compose la musique du film Les Cinq parties du monde de Gérard Mordillat pour lequel il reçoit le FIPA d'or de la meilleure musique originale,.

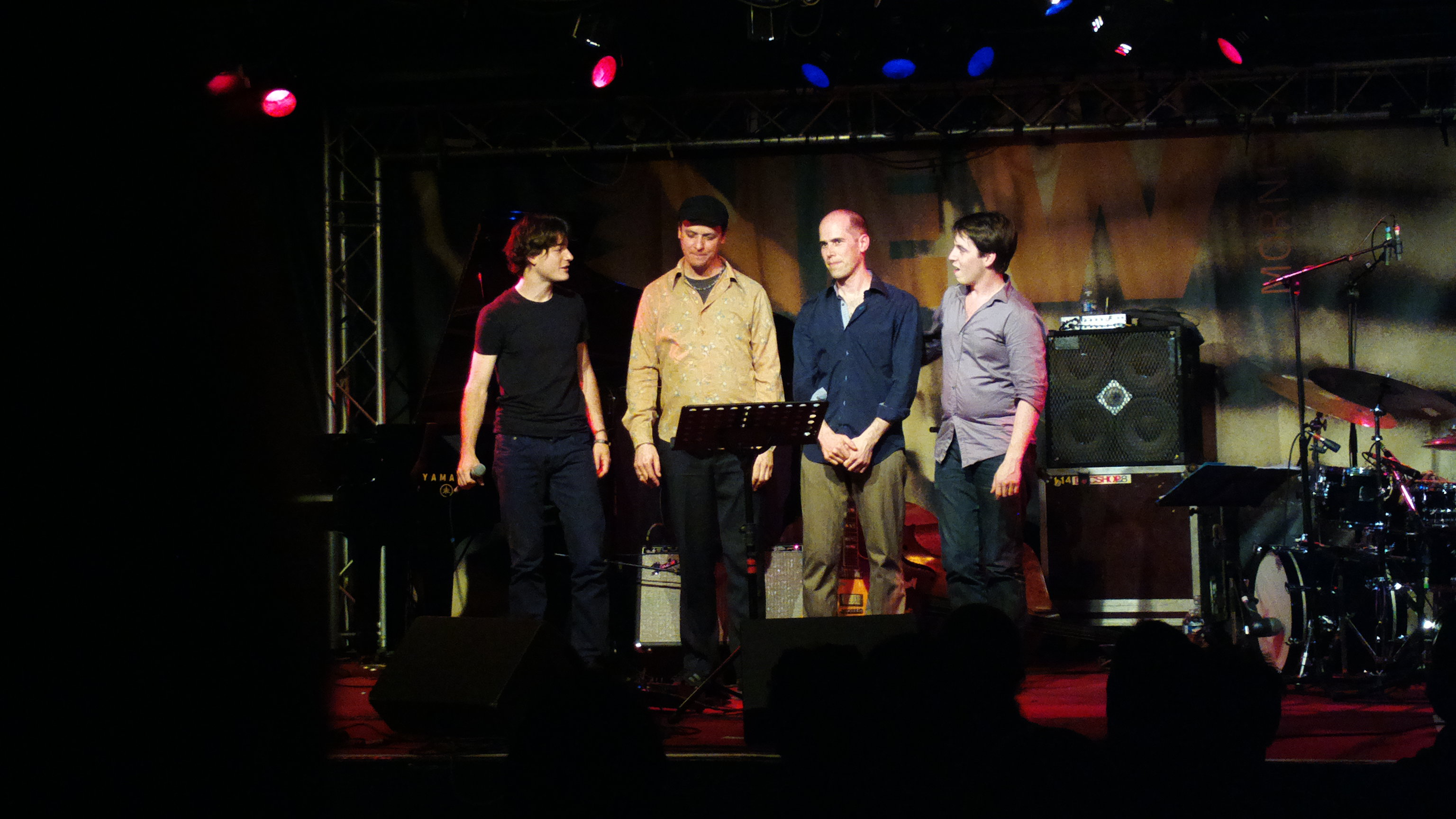
Thomas Enhco à gauche au New Morning en 2013.

Il compose un Concerto pour Piano et Orchestre créé en 2017 et un Double Concerto pour Piano, Marimba et Orchestre créé en 2019 pour l'OPPB. Il écrit quatre pièces pour piano pour Lise de la Salle qui figurent sur son album Bach Unlimited (Naïve 2017), une suite pour quintette de cuivres et piano pour le Local Brass Quintet (Stay Tuned, Klarthe 2019), une pièce pour chœur et piano pour le Chœur Spirito sur le poème Mignonne, allons voir si la rose de Ronsard.

#### Pédagogie
Thomas Enhco donne des masterclasses sur l'improvisation, enseigne le jazz (piano et violon) au Centre des Musiques Didier Lockwood et rédige pour la saison 2018-2019 la rubrique jazz du magazine bimensuel Pianiste. En 2016, il donne une conférence TEDx à l'École des Mines de Nancy intitulée « About music, freedom and expression ».

## Récompenses
- 2010 : 3e prix du Concours international de piano jazz Martial Solal[4]
- 2010 : Django d'Or dans la catégorie « nouveau talent » pour son album Someday My Prince Will Come[27]
- 2011 : 1er prix ex-aequo du premier concours international d’orchestres de jazz du festival Jazz à Montauban (Monty Alexander président du Jury)[réf. souhaitée]
- 2012 : FIPA d'or de la meilleure musique originale, pour le film Les Cinq Parties du monde de Gérard Mordillat[23]
- 2013 : Victoires du jazz « Révélation de l'année »[28]
- 2017 : « ACEG, Piano à Queux » aux côtés du chef cuisinier Jocelyn Herland (Le Meurice)
- 2017 : Osaka International Chamber Music Competition & Festa : Silver Prize (2ème Grand Prix) avec Vassilena Serafimova[29]
- 2020 : Grand prix Sacem du jazz[30]

Nominations
- 2015 : Victoires du jazz, nomination dans la catégorie « Album de l'année » pour Feathers[9]

## Discographie

### En tant que leader et co-leader

#### En trio
- 2006 : Esquisse (Ames)
- 2009 : Someday My Prince Will Come (Blue in Green au Japon, Ames en France)
- 2009 : The Window and the Rain (Happinet Corporation, Japon)
- 2012 : Fireflies (Label Bleu)
- 2013 : Jack and John, avec Jack DeJohnette et John Patitucci (Eighty-Eight's, Japon)
- 2015 : Chansons de France, Trio Casadesus-Enhco (Nome)

#### En piano solo
- 2015 : Feathers (Verve Records)

#### En duo avecVassilena Serafimova
- 2016 : Funambules (Deutsche Grammophon)
- 2021 : Bach Mirror (Sony Music)

#### Autre
- 2019 : Thirty, piano solo et orchestre symphonique (Sony Music)
- 2023 : A Modern Songbook, duo avec Stéphane Kerecki (Sony Music)

### Collaborations
Liste non exhaustive
- 2007 : Didier Lockwood, Shirel : La Reine Soleil
- 2007 : Romane et Richard Manetti, Père et Fils
- 2008 : Didier Lockwood, For Stéphane
- 2008 : Didier Lockwood & Caroline Casadesus, Le Jazz et la Diva Opus II
- 2012 : Michael Valeanu, Tea Time
- 2013 : François & Louis Moutin, Lucky People
- 2014 : Mélanie Dahan, Keys
- 2015 : Trio Casadesus-Enhco, Chansons de France pour les Petits Enfants
- 2016 : Michel Dalberto, Transition
- 2016 : Noël Balen, Mingus Erectus
- 2016 : Dan Tepfer & Thomas Enhco, Hear Palmer 2015
- 2017 : Lise de la Salle, Bach Unlimited
- 2017 : Camille & Julie Berthollet, #3
- 2018 : Local Brass Quintet, Stay Tuned
- 2019 : Cyrille Aimée, Move On: A Sondheim Adventure
- 2020 : Symphonie pour la vie (artistes divers)

## Filmographie

### Comme compositeur
- 2010 : Aux arts citoyens, documentaire de Daniel Schick.
- 2012 : Les Cinq parties du monde, téléfilm de Gérard Mordillat[31].
- 2015 : (en)vie, court métrage de Maud Forget[32].
- 2021 : Un Mondo in Più de Luigi Pane (en)[22]
- 2024 : Elle et lui et le reste du monde d'Emmanuelle Belohradsky.

### Comme acteur
- 1999 : Adieu, plancher des vaches ! d'Otar Iosseliani